# Golfo del Leone
Il golfo del Leone (in francese golfe du Lion, in occitano golf del Leon, in latino sinus Gallicus) è una grande insenatura localizzata tra il confine spagnolo e la città di Tolone in Francia, tra il Cap de Creus, situato in Catalogna ad ovest, ed il capo Sicié, o la penisola di Giens, entrambe situate nel dipartimento di Varo, ad est. Il suo litorale quindi appartiene principalmente alle regioni francesi dell'Occitania ad ovest e della Provenza-Alpi-Costa Azzurra ad est. La parte estrema a sud-ovest appartiene invece alla spagnola Catalogna.
I porti principali del golfo sono Marsiglia, Sète e Tolone. I fiumi che sfociano in questo tratto di costa sono il Tech, il Têt, l'Aude, l'Orb, l'Hérault, il Vidourle ed il Rodano. Tra i naviganti, è conosciutissimo per i forti venti e le correnti provenienti dai  quadranti di ponente, i quali rendono la navigazione difficoltosa.